# 박강 묘역 및 석물
박강 묘역 및 석물은 대한민국 경기도 하남시 초이동에 있다. 2006년 9월 28일 하남시의 향토유적 제11호로 지정되었다.

## 개요
박강은 1444년(세종26)에 대호군에 임명된 후 군기감정, 공조참의를지냈고, 1450년 황해도도절제사, 이듬해에는 황해도도관찰사 겸 병마도절제사가 되었다.

## 같이 보기
- 박강